# Grèce aux Jeux olympiques d'été de 1992
L'équipe olympique grecque participe aux Jeux olympiques d'été de 1992 à Barcelone. Elle y remporte deux médailles : deux en or, se situant à la vingt-sixième place des nations au tableau des médailles. Le sauteur à la perche Lambros Papakostas est le porte-drapeau d'une délégation grecque comptant 70 sportifs (56 hommes et 14 femmes).